# Empoasca latissima
Empoasca latissima är en insektsart som beskrevs av Irena Dworakowska 1994. Empoasca latissima ingår i släktet Empoasca och familjen dvärgstritar. Inga underarter finns listade i Catalogue of Life.